# 1968 en Italie
Chronologie de l'Italie
- 1964
- 1965
- 1966
- 1967
- 1968
- 1969
- 1970
- 1971
- 1972

## Événements
- 4 janvier : première transmission de l'émission de radio La corrida, animée par Corrado Mantoni diffusée sur la Rai Radio 2[1].
- 14-15 janvier : séisme dans la vallée du Belice en Sicile[2].

- 17 février : loi électorale régionale[3]. Une réforme régionale est progressivement mise en place de 1968 à 1970.
- 29 février : occupation de l’université de Rome par les étudiants ; le recteur demande à la police d'évacuer les locaux[4].

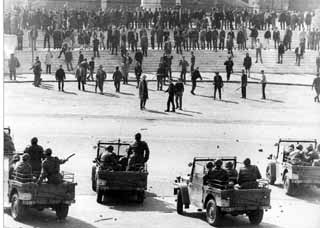
Bataille de Valle Giulia.

- 1er mars : bataille de Valle Giulia. La police intervient pour évacuer les locaux de l'université de Rome et les étudiants décident d’aller occuper la faculté d’architecture, isolée dans la villa Borghèse. La police charge et des affrontements violents se déroulent. Le mouvement étudiant commence à décroître au printemps et les élections de mai provoquent une diversion définitive[5].
- 7 mars : la Confédération générale italienne du travail décrète seule une grève générale contre la réforme des retraites qui obtient un grand succès[6].

- 16 mars : un groupe de militants du MSI dirigé par Giorgio Almirante et Giulio Caradonna fait irruption dans la Faculté des Lettres de l'Université de Rome . Au cours de ces incidents, le leader étudiant Oreste Scalzone est grièvement blessé[7].
- 18 mars : 
  - loi 444 créant une école maternelle publique[8].
  - loi 431 sur l'assistance psychiatrique[8].
  - des ouvriers de Pirelli à Milan fondent le premier Comité unitaire de base (Comitati Unitari di Base, CUB), hors de tout contrôle syndical[9].
- 26 mars : arrestation du bandit sarde Graziano Mesina (it) à Orgosolo[10].

- 19 avril : une grève à l'usine textile Marzotto en Vénétie se termine par la destruction de la statue du fondateur et 42 arrestations[11]. Des mouvements spontanés de colère et de révolte éclatent dans des industries où le syndicalisme est faible.
- 21 avril : élections régionales en Vallée d'Aoste[12].

- 1er mai : l'ingénieur bolognais Giorgio Rosa déclare l'indépendance de l'île de la Rose (Insulo de la Rozoj en espéranto), au large de l’Italie. La nouvelle de la naissance du nouvel État se répand le 24 juin, lorsqu'une conférence de presse a lieu sur l'île même ; le 25 juin l'armée italienne prend le contrôle de l'île, en violation du droit international[13].
- 19-20 mai : élections politiques. La Démocratie chrétienne obtient 39,1 % des voix, le PCI 26,9 %, le PSU 14,5 %[10].

- 5 juin : Ve législature de la République italienne[14] ; Sandro Pertini est élu président de la Chambre ; Amintore Fanfani est élu président du Sénat[10].

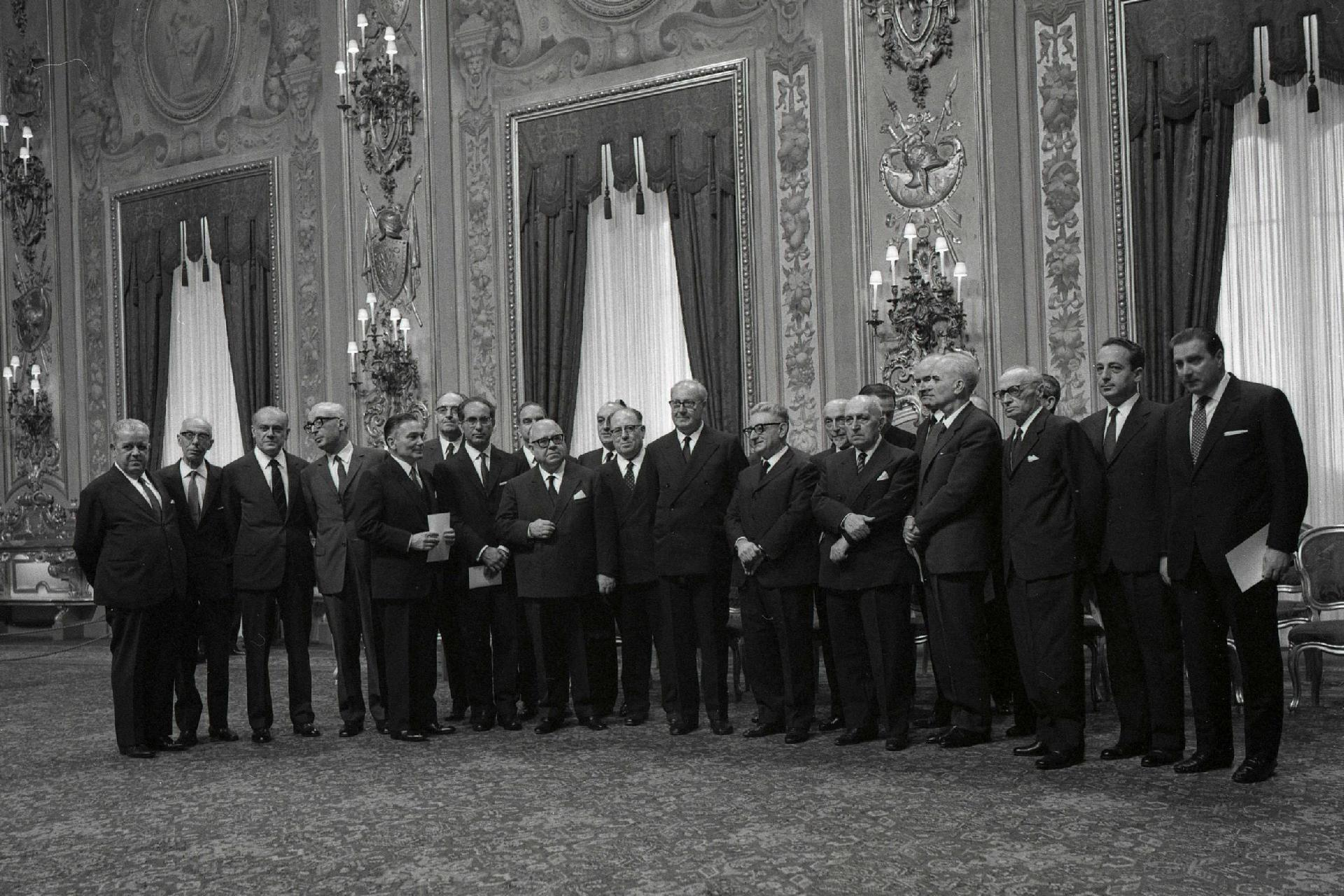
Gouvernement Leone II.

- 24 juin : Aldo Moro démissionne. Mariano Rumor échoue dans la formation d’un nouveau gouvernement de centre gauche et est remplacé par Giovanni Leone qui assure encore une fois la transition par un gouvernement d’« attente »[10].

- 13 juillet : l'intellectuel Aldo Braibanti est condamné à 9 ans de prison pour plagiat[15].
- 29 juillet : encyclique Humanae vitae : Paul VI réaffirme l’indissociabilité du mariage et la condamnation de l’avortement et de la contraception artificielle[16].

- 20 - 21 août : le PCI manifeste sa désapprobation à l’invasion de la Tchécoslovaquie par les Soviétiques[17],[18].
- 21 août : Barbara Locci et d'Antonio Lo Bianco sont assassinés à Signa dans une voiture à coups de pistolet Beretta, arme utilisée par le monstre de Florence[19].

- 25 octobre : les sociétés Fiat et Citroën annoncent un accord de coopération mutuelle technique et commercial[20].
- 3-4 novembre : des pluies torrentielles au Piémont et en Ligurie provoquent des inondations, causant plus d'une centaine de morts dans là province de Biella, plus particulièrement à Valle Mosso[21].

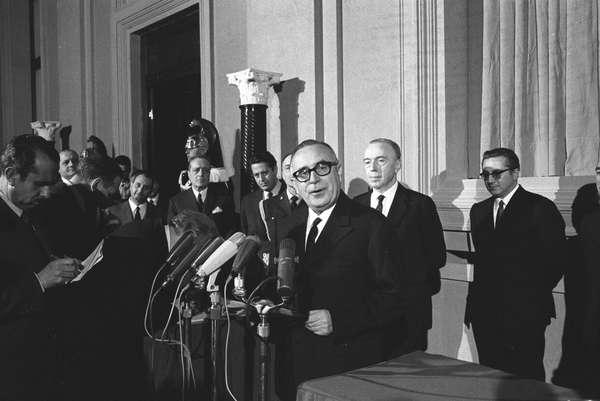
Consultations lors de la formation du gouvernement Rumor.

- 20 novembre : Giovanni Leone démissionne[17] pour permettre à Mariano Rumor de former un gouvernement de centre gauche le 12 décembre[14].

- 2 décembre : les affrontements entre les forces de police et manifestants font deux morts et quarante-huit blessés à Avola, en Sicile, lors d'une grève organisée par les travailleurs agricoles[22].
- 4 décembre :  premier numéro du journal catholique Avvenire[23].

- 7-8 décembre : l'organisation communiste Avanguardia operaia (Avant-garde ouvrière) de Milan organise un séminaire, invitant dans le premier numéro de son journal éponyme les groupes locaux et les Cub (Confederazione Unitaria di Base (it)) à développer une relation. En mai 1969, elle fusionne avec le " Circolo Lenin " de Mestre et le " Circolo Rosa Luxembourg " de Venise[24]. Pour dépasser le PCI, un nombre important de mouvements révolutionnaires voient le jour à l’automne sous le nom de Nouvelle gauche, rassemblant intellectuels et prolétaires. Ces groupuscules attirent jusqu’à l’automne 1969 un grand nombre d’ouvriers dans beaucoup d’usine. Les syndicats traditionnels sont débordés par la base[25].

- 31 décembre : violents affrontements entre forces de l'ordre et manifestants d'extrême gauche de Potere operaio devant La Bussola, une boîte de nuit de Marina di Pietrasanta, en Versilia. Quatorze étudiants sont blessés, dont Soriano Ceccanti, seize ans, touché par une balle à la colonne vertébrale, ce qui le rend paraplégique[4].

## Économie et société
- Le nombre d’étudiants est passé de 268 000 en 1961 à 500 000 en 1968[26]. L’université n’est pas prête à accueillir ce doublement d’effectifs. Le système universitaire est en état avancé de décomposition : locaux surchargés, professeurs peu nombreux et souvent absents (ils effectuent seulement 52 heures d’enseignement par an). Les examens se déroulent le plus souvent à l’oral ce qui renforce le sentiment d’arbitraire dans les notations. Le système des bourses est insuffisant et les étudiants doivent souvent travailler tout en poursuivant leurs études, source d’échec aux examens[27]. Seulement 44 % des étudiants obtiennent leur laurea, qui ne débouche pas forcément sur un emploi.

- 53 941 000 d’habitants. Le PNB est de 46 741 milliards de lires, soit le double qu’en 1963. Le salaire moyen horaire d’un ouvrier est passé de 361 lires (1961) à 616. La population active a diminué depuis 1963 (de 20 470 000 à 19 763 000), principalement dans l’agriculture[28].
- 700 000 chômeurs et 75 000 émigrés en moyenne chaque année.

## Culture

### Cinéma
- 3 août : 13e cérémonie des David di Donatello.

- Box-office Italie 1968-1969.

#### Films italiens sortis en 1968
- 27 septembre : Ruba al prossimo tuo (Un couple pas ordinaire), film de Francesco Maselli
- 21 novembre : La rivoluzione sessuale (La Révolution sexuelle), film réalisé par Riccardo Ghione
- 31 décembre : Ammazzali tutti e torna solo (Tuez-les tous... et revenez seul !), western spaghetti réalisé par Enzo G. Castellari

#### Autres films sortis en Italie en 1968
- 30 octobre : I bastardi (Le Bâtard), film franco-italo-allemand de Duccio Tessari
- 28 novembre : Le calde notti di Lady Hamilton (Les Amours de Lady Hamilton), film italo-germano-franco-américain de Christian-Jaque

#### Mostra de Venise
- Lion d'or pour le meilleur film : Les Artistes sous les chapiteaux : Perplexes (Die Artisten in der Zirkuskuppel: Ratlos) d'Alexander Kluge
- Coupe Volpi pour la meilleure interprétation masculine : John Marley pour Faces de John Cassavetes
- Coupe Volpi pour la meilleure interprétation féminine : Laura Betti pour Théorème (Teorema) de Pier Paolo Pasolini

### Littérature

#### Livres parus en 1968
- L'occhio del gatto d'Alberto Bevilacqua (Rizzoli)
- Il partigiano Johnny de Beppe Fenoglio (Einaudi), paru en français sous le titre La Guerre sur les collines

#### Prix et récompenses
- Prix Strega : Alberto Bevilacqua, L'occhio del gatto (Rizzoli)
- Prix Bagutta : Piero Chiara, Il balordo, (Mondadori)
- Prix Campiello : Ignazio Silone, L'avventura di un povero cristiano
- Prix Napoli : non décerné
- Prix Viareggio : Libero Bigiaretti, La controfigura

## Naissances en 1968
- 1er janvier : Francesca Alotta, chanteuse.
- 24 février : Francesco Baiano, footballeur.
- 13 juin : Fabio Baldato, coureur cycliste, professionnel de 1991 à 2008.
- 9 juillet : Paolo Di Canio, footballeur.
- 27 août : Alessandra Cappellotto, coureuse cycliste, championne du monde sur route en 1997.

## Décès en 1968
- 2 avril : Moses Levy, 83 ans, peintre et graveur italo-britannique. (° 3 février 1885)
- 23 septembre : Padre Pio, prêtre capucin.